# گروه رنکو
گروه رنکو (انگلیسی: Renco Group) شرکت فولاد آمریکایی است، که در سال ۱۹۸۶ تأسیس شد.